# Giro lingual
El giro lingual es una circunvolución del cerebro. Constituye la porción posterior del giro occipitotemporal medial, que forma el labio inferior de la cisura calcarina y, con la cuña, la corteza visual. Se continúa hacia delante con el giro parahipocampal.